# Elgaria multicarinata
La lagartija lagarto meridional (Elgaria multicarinata) es un lagarto de la familia Anguidae. Es nativo de la costa del Pacífico de Norteamérica. Habita desde Baja California hasta Washington y vive en una variedad de hábitats incluyendo pastizales, chaparrales bosques e incluso áreas urbanas. En climas secos, es probable que se encuentre en áreas húmedas o cerca de arroyos.

## Descripción

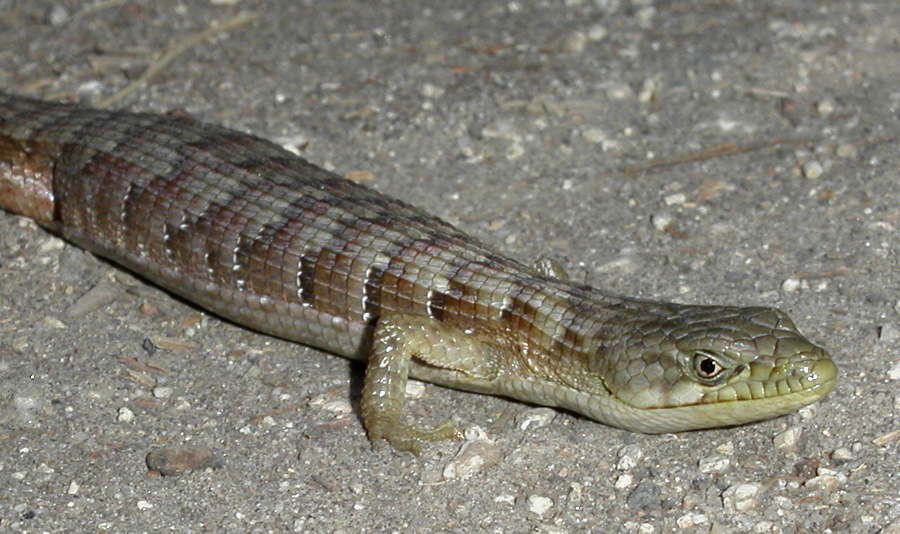
Adulto en el condado de San Joaquin, California

Mide desde 7.3 a 17.8 cm. Incluyendo la cola puede alcanzar hasta 30 cm de largo. Tiene un cuerpo redondo y grueso con pequeñas patas y una cola larga casi prensil que puede ser de hasta dos veces el largo del cuerpo. Como muchos lagartos, esta especie puede dejar caer su cola si es atacada, posiblemente dándole la oportunidad de huir.
Vive en promedio de 10 a 15 años y sobrevive bien en cautiverio. El color de esta especie es variable y puede ser marrón, gris, verde o amarillento en el dorso, a menudo con manchas rojas en el medio del dorso. Por lo general, hay entre 9 y 13 bandas cruzadas oscuras en la parte posterior, los lados y la cola, con manchas blancas adyacentes. Estas bandas cruzadas pueden ser pronunciadas o cubiertas con un color rojizo o amarillento.
Tiene escamas quilladas en el dorso, los costados y las patas. Hay 14 hileras de escamas en el dorso en la mitad del cuerpo. Una banda de escamas granulares más pequeñas separa las escamas más grandes en el dorso y el vientre, creando un pliegue a cada lado del animal. Estos pliegues permiten que el cuerpo se expanda para contener alimentos o huevos.

## Distribución y hábitat
E. multicarinata es originario de la costa del Pacífico de América del Norte, desde el estado de Washington hasta Baja California. Estos lagartos se pueden encontrar en muchos hábitats diversos, incluidos pastizales, bosques abiertos, chaparral, áreas suburbanas y urbanas e incluso en el desierto, a lo largo del río Mojave.

## Dieta
Come pequeños artrópodos, babosas, lagartijas, pequeños mamíferos y ocasionalmente pájaros y huevos.

## Comportamiento y reproducción

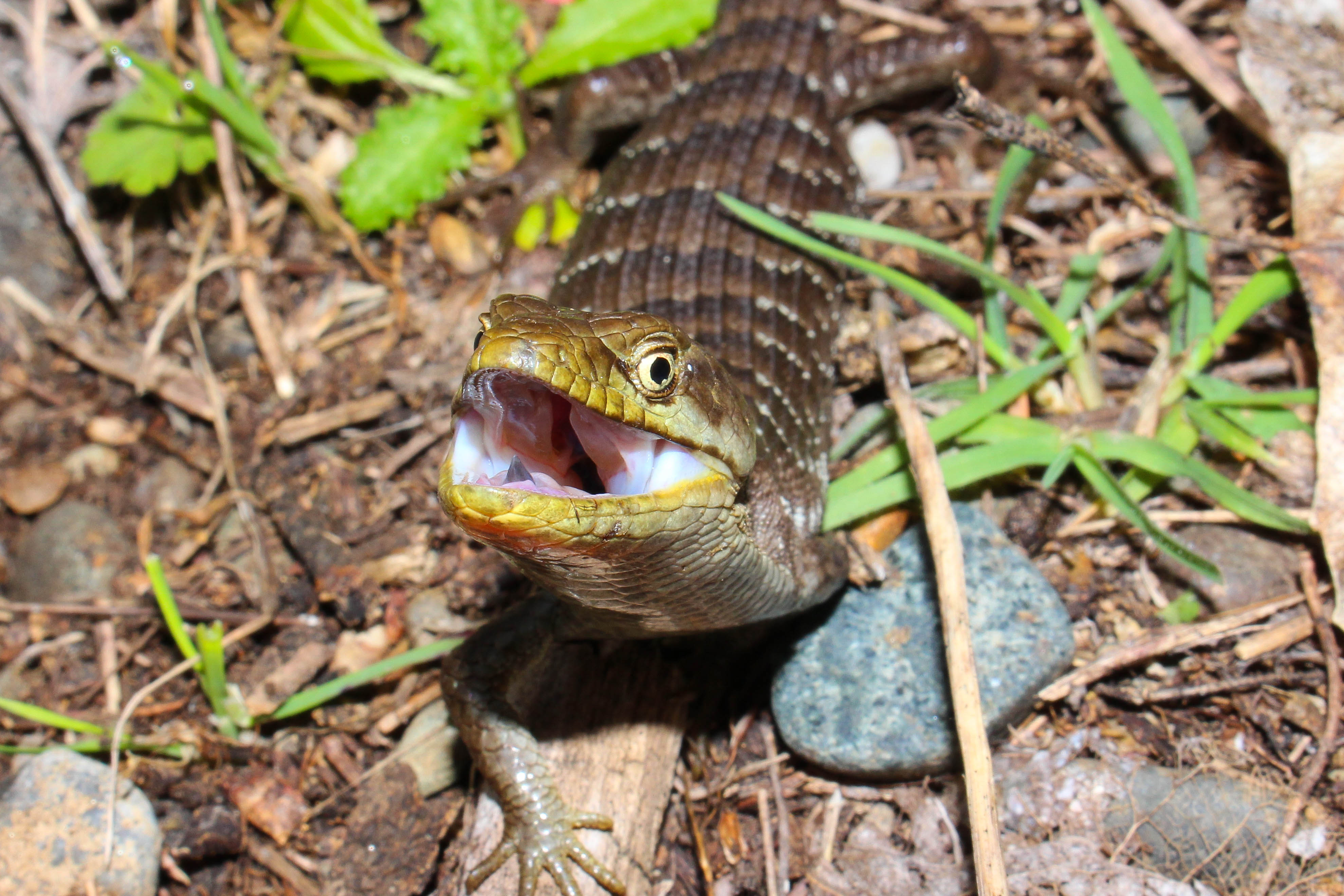
Comportamiento defensivo

E. multicarinata con frecuencia se puede encontrar cerca de la vivienda humana, y a menudo se lo ve alimentándose por las mañanas y las noches. A menudo se encuentra en o cerca de patios y garajes suburbanos. E. multicarinata es notable por su fuerte defensa propia, y morderá y defecará si se maneja. 
El apareamiento ocurre en primavera, típicamente de abril a mayo, aunque en regiones más cálidas esta especie se reproducirá durante todo el año. Los huevos generalmente se ponen entre mayo y junio y eclosionan a fines del verano y principios del otoño. Las hembras ponen dos nidos de huevos por año, a menudo en madera en descomposición o materia vegetal para mantenerlos calientes. Las hembras protegerán los huevos hasta que eclosionen.